# Cranosina transversa
Cranosina transversa är en mossdjursart som beskrevs av Silén 1941. Cranosina transversa ingår i släktet Cranosina och familjen Calloporidae. Inga underarter finns listade i Catalogue of Life.